# Barbora Kalvodová
Barbora Kalvodová (27 agosto 2008) è una nuotatrice artistica ceca.

## Biografia
Nel 2024 ha preso parte ai Campionati mondiali giovanili di nuoto artistico a Lima, partecipando alle prove a squadra, concludendo al tredicesimo posto nel programma libero e al quindicesimo posto nel programma tecnico.
Ha esordito nella Coppa del Mondo di nuoto artistico il 25 maggio 2025 a Parigi, concludendo al secondo posto posto la gara a squadre programma libero.

## Palmarès

### Coppa del Mondo
- 1 podio:
  - 1 secondo posto posto (1 nella gara a squadre)